# Saint-Martin-du-Manoir
Saint-Martin-du-Manoir település Franciaországban, Seine-Maritime megyében. Lakosainak száma 1496 fő (2022. január 1.). Saint-Martin-du-Manoir Épouville, Manéglise, Saint-Laurent-de-Brèvedent, Gainneville, Gonfreville-l’Orcher és Montivilliers községekkel határos.

## Népesség
A település népessége az elmúlt években az alábbi módon változott:
| Lakosok száma | 1539 | 1534 | 1567 | 1512 | 1490 | 1469 | 1460 | 1459 | 1496 |
|               | 2013 | 2015 | 2016 | 2017 | 2018 | 2019 | 2020 | 2021 | 2022 |